# Jerzy Braun
Jerzy Walerian Braun, poljski veslač, * 13. april 1911, Bydgoszcz, † 8. marec 1968, Crawley, Anglija. 
Braun je za Poljsko nastopil na Poletnih olimpijskih igrah 1932 v Los Angelesu in na Poletnih olimpijskih igrah 1936 v Berlinu.
V Los Angelesu je veslal v dvojcu s krmarjem in v četvercu s krmarjem. V dvojcu je osvojil srebrno, v četvercu pa bronasto medaljo. 
V Berlinu je bil dvojec s krmarjem, v katerem je veslal Braun izločen v repasažu.
Med drugo svetovno vojno se je Braun boril v poljskih vojaških silah v zavezniški armadi. 